# 李光洙
李 光洙（イ・グァンス、1892年3月5日 - 1950年10月25日）は、朝鮮の文学者、思想家。「朝鮮近代文学の祖」とも言われる。本貫は全州李氏。号は「春園」（チュンウォン、춘원）。創氏改名時の日本名は「香山光郎」(かやま みつろう）。

## 経歴
平安北道義州府定州郡出身。10歳の時に両親をコレラで亡くす。1905年に一進会の留学生に選抜され、日本の大成尋常中学校を経て、明治学院普通学部在学中に小説の執筆活動を始める。帰国後、五山学校に赴任。一時シベリアを放浪するが、ロシア帝国の第一次世界大戦を受け帰国。日本に再留学し、早稲田大学に入学。在学中に『無情』を発表。1919年、三・一運動に先立って、ほかの朝鮮人留学生とともに「二・八独立宣言」の起草に加わった後、上海に亡命、大韓民国臨時政府樹立に加わり独立新聞の編集長に就任する。1921年に朝鮮に帰国にした後、朝鮮総督府に逮捕されるが不起訴のまま釈放される。その後東亜日報に就職。後に編集長に就任する。後に朝鮮日報に移籍し、同社副社長となる。
民族主義的な立場から儒教思想と因習を批判する啓蒙主義的な小説の執筆活動をおこなう。小説に留まらず東亜日報に「民族的経綸」などの論説を掲載し、朝鮮の亡国の原因は朝鮮民族自身の劣位性にあるとし、1922年発表の『民族改良論』では民族改良主義と呼ばれる民族の実力養成を説いた。1937年に修養同友会事件で2度目の逮捕、収監（半年後釈放、1941年無罪確定）された後は植民地当局の圧力に屈服し2度目の転向を行い対日協力路線に転ずる。創氏改名の推奨に尽力し、自らも香山光郎と名乗った。また、日本語による創作も行い1940年3月には『無明』で朝鮮藝術賞を受賞している。第二次世界大戦中は朝鮮人が戦争へ積極的に参加するよう呼びかけた。1945年（昭和20年）6月24日、朝鮮人唯一の衆議院議員だった朴春琴は京城府民館において
「大義党」を結成したが、李光洙もこれに加わっている。
朝鮮解放後に収監され釈放後も親日派の烙印が押され、「李狂洙」などという蔑称まで付けられ作品の評価をうけることは少なかった。李承晩政権下では反民族行為処罰法により検挙・投獄されるが、法廷で彼は泰然自若とした態度で「私の親日は祖国の為のものだ!」と叫んだと伝えられている。また、「たとえ本道ではなく邪道だったとしても、私のとった道は祖国と民族の為の物であり、其のことも理解してもらいたい」と訴えたとも言われる。
朝鮮戦争中、朝鮮人民軍がソウルを占拠した際に北朝鮮に拉致され、その後、重度の凍傷に罹って1950年10月25日、人民軍病院で結核の悪化のため死去した（平壌近郊に建てられた墓には、その日に亡くなったと記されているが異説も存在する）。
死去から20年後の1970年にノーベル文学賞候補となっていたことが、ノーベル賞委員会の公表した候補者リストにより確認されている（通常、物故者は受賞対象とならない）。

## 評価
- 光洙は元来、当時の西欧由来の『近代』思想に基づく実力養成論者であったが、李が親日路線に転じてまでも執筆を続けたのは朝鮮民族の力量の養成のために、一旦は朝鮮民族よりは近代化において勝っており、国力も高い大日本帝国の意を迎えるよりないと考えたからだとされる。李光洙は他の親日派のように目的のために日本を利用した人々の一人であり、その理由が「実力育成」だったとされている。つまり、列強に朝鮮王朝や当時の段階では独自の力だけで対抗するのは不可能だとして、急速な近代化の「利用できる列強」が日本だったからだとしている。木村幹は半島に残っていた勢力による行為が自立や独立の前段階の行為として朝鮮半島では実際の独立に結びつかず、外部要因によって独立がもたらされたために「西洋近代」をモデルとした朝鮮半島の近代化に日本を利用していた人々が批判されていると主張している[5]。
- 一方で「光洙の『近代西欧』思想に基づく民族改良主義による実力養成の論理自体が朝鮮民族の劣位性を説き、大日本帝国の統治支配と妥協しこれを容認する論理であり、親日に転落する可能性を秘めたものでその点において非難を免れない」との主張もある[6]。
- 李栄薫は、民族とは20世紀に朝鮮人が日本の統治を受けるようになってから発見された、想像の政治的共同体であり、そのような民族意識を目覚めさせ、普及させた代表的知識人が光洙であるとする[7]。光洙は朝鮮の無知、不潔、無秩序、無気力に絶望しながらも、民族とは永遠なる海のような存在であり、朝鮮民族は再生するのだ、日本人のように互いに協同する清潔で勇敢な文明人として生まれ変わることだけが、民族再生の道だ、と人々に説いた[7]。こういう光洙を趙寛子（ソウル大学）は「親日ナショナリスト」と命名した[7]。例えば、学徒志願兵の出身で第16代光復会会長を務めた金祐詮は、「李光洙の小説を読んで民族意識と近代的な自我に目覚めた」と告白しており、その時代の朝鮮の青年は、光洙の作品を読み、近代人として生まれ変り、植民地の民衆としての挫折感を克服し、朝鮮の明るい未来を開拓する民族意識を高揚させた[7]。

## 経歴年表
- 1892年 平安北道定州で生まれる。

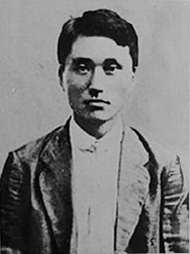
青年期の李光洙。1918年撮影。

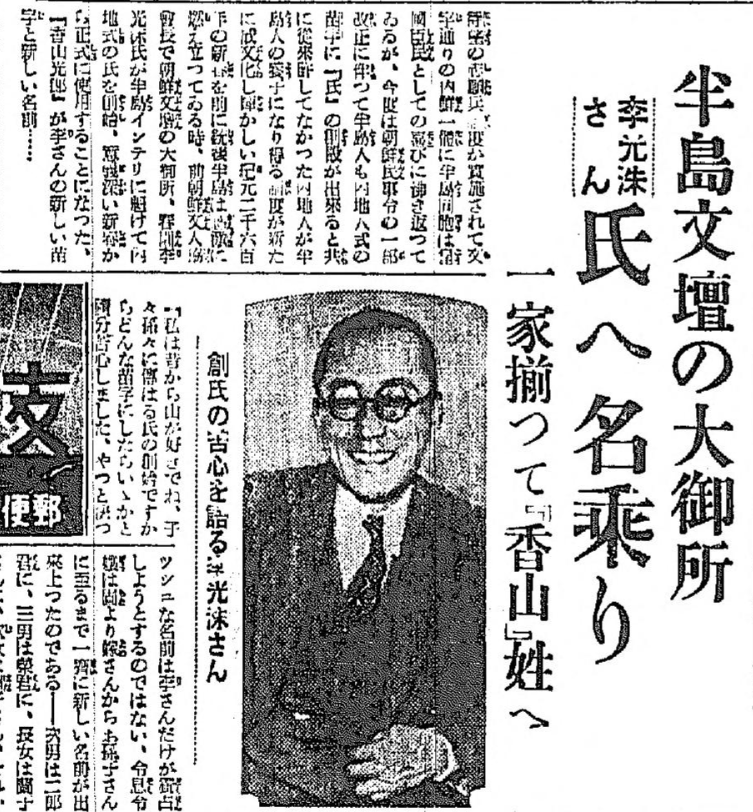
創氏改名で日本姓「香山」を名乗る記事「京城日報」（1939年12月20日）

- 1902年 両親がコレラで死去、妹と離れ離れになる。
- 1905年 留学生として渡日。
- 1910年 明治学院卒業。定州で五山学校教員。1度目の結婚。
- 1915年 早稲田大学入学。
- 1917年 朝鮮総督府機関誌毎日申報に『無情』を連載。
- 1919年 「二・八独立宣言」の起草に加わり、上海に亡命。機関誌『独立新聞』編集。
- 1921年 2度目の結婚（相手は東京女子医学専門学校卒業の許英粛 허영숙）。
- 1922年 朝鮮語の雑誌『開闢』に『民族改良論』発表。
- 1923年 東亜日報に入社。
- 1924年 東亜日報に『再生』を連載。
- 1926年 東亜日報に『麻衣太子』を連載。同紙編集局長に就任。
- 1928年 東亜日報に『端宗哀史』を連載。
- 1931年 東亜日報に『李舜臣』を連載。
- 1932年 東亜日報に『土』を連載。
- 1933年 東亜日報から朝鮮日報に移籍。朝鮮日報において『有情』を連載。
- 1934年 長男急死。朝鮮日報を辞任。
- 1937年 修養同友会事件で獄中生活、半年後病気により保釈。
- 1939年 修養同友会事件で無罪判決（検察側即日控訴）。
- 1940年 香山光郎と創氏改名。『世祖大王』出版。朝鮮藝術賞を受賞。修養同友会事件で有罪判決（被告側上告）。
- 1941年 修養同友会事件の最終審で無罪判決。
- 1942年 東京で第1回大東亜文学者大会に参加。
- 1946年 朝鮮に帰国。許英粛と離婚。
- 1949年 反民族行為処罰法で収監。その後保釈され、不起訴となる。
- 1950年 朝鮮戦争で拉北。凍傷、結核悪化にて死去したとされる。
- 1962年 許英粛の熱意により韓国最初の個人全集『李光洙全集』全20巻の刊行が始まる。
- 1975年 許英粛が李光洙の記念碑建立準備の途中で倒れて死去。
- 1991年 米国在住の息子が北朝鮮に行き、1950年10月25日に凍傷のため死亡したと伝えられる。
- 2009年 「親日反民族特別法」により、親日反民族行為者301人の1人に認定される。

## 主な作品
- 「無情」 朝鮮近代文学選集（波田野節子訳、平凡社） ISBN 4582302335
- 「金剛山の曙―朝鮮王朝世祖王」（青山社） ISBN 4915865045
- 「至誠、天を動かす―大韓民国独立運動の父 島山安昌浩の思想と生涯」（現代書林） ISBN 4876204918
- 「日本植民地文学精選集」 日本植民地文学精選集 027（著 香山光郎、ゆまに書房） ISBN 4843303321